# Hydractinia apicata
Hydractinia apicata är en nässeldjursart som beskrevs av Paul Torben Lassenius Kramp 1959. Hydractinia apicata ingår i släktet Hydractinia och familjen Hydractiniidae. Inga underarter finns listade i Catalogue of Life.